# Rancho Trejo
Rancho Trejo är en ort i Mexiko.   Den ligger i kommunen Amatlán de los Reyes och delstaten Veracruz, i den sydöstra delen av landet, 250 km öster om huvudstaden Mexico City. Rancho Trejo ligger 677 meter över havet och antalet invånare är 176.
Terrängen runt Rancho Trejo är kuperad västerut, men österut är den platt. Runt Rancho Trejo är det tätbefolkat, med 570 invånare per kvadratkilometer. Närmaste större samhälle är Córdoba, 6,1 km väster om Rancho Trejo. Trakten runt Rancho Trejo består till största delen av jordbruksmark.